# Rio Călugăru
O Rio Călugăru é um rio da Romênia, afluente do Miniş, localizado no distrito de Caraş-Severin.